# Lisa Lisa
Lisa Lisa, de son nom civil Lisa Velez (née le 15 janvier 1966 à New York), est une chanteuse américaine. Elle se fait connaître dans les années 1980 en tant que membre du groupe Lisa Lisa and Cult Jam.

## Biographie
Selon le magazine Spin, Velez est née en 1966 dans le quartier de Hell's Kitchen à New York, cadette d'une famille de dix enfants, d'une mère religieuse qui subvenait aux besoins de la famille en faisant du baby-sitting, et d'un père absent. D'origine portoricaine, Velez apprend à parler espagnol à la maison et anglais à l'école. Elle chantait dans la chorale de son église, l'église du Sacré-Cœur de Jésus, avec ses six sœurs, et avait des notes élevées au lycée Julia Richman de Manhattan. Au Sacré-Cœur, elle étudie aux côtés de plusieurs futurs membres de l'organisation criminelle irlando-américaine, The Westies. À l'école, elle fait également partie d'un groupe de chanteurs itinérants qui interprètent des tubes de Motown et des chansons d'anciennes comédies musicales de Broadway.
Lisa Lisa and Cult Jam est formé lorsque Velez auditionne avec succès pour l'équipe de production Full Force de Brooklyn. Elle rencontre le batteur Mike Hughes au Funhouse, un club pour mineurs de Manhattan qu'elle fréquente pour se faire connaître. Elle décrit l'atmosphère comme « un endroit jeune, où l'on ne sert pas du tout d'alcool, ce qui m'a plu. Je dansais beaucoup, mais j'étais toujours consciente de l'endroit où je tournais, alors je regardais et je découvrais qui était qui, où était qui ». Hughes la repère, la trouve séduisante et lui demande d'auditionner pour l'équipe de production. Elle prend le métro pour se rendre dans une maison de Brooklyn, son premier voyage dans le quartier, sans son grand frère protecteur, qui deviendra plus tard son garde du corps.
Lisa Lisa sort un album solo intitulé LL77 en 1994, qui comprenait le tube au succès modéré When I Fell in Love (qui est remixé par Junior Vasquez) et le single notable Skip to My Lu, qui atteint la 38e place du classement RnB. Elle refait surface vers 2001 dans la série Taina de Nickelodeon, dans laquelle elle jouait la mère du personnage principal. En juin 2008, Lisa Lisa présente un prix aux BET Awards, ce qui suscite l'intérêt pour un éventuel retour sur le devant de la scène.
En 2009, elle sort Life 'n Love, un album studio qui comprend de nouvelles chansons sur Mass Appeal Entertainment, avec le single Can't Wait chanté aux côtés de Pitbull. L'album comprend aussi une reprise de la chanson Stand, interprétée à l'origine par Taylor Dayne sur son album Naked without You, sorti en 1998. En mars 2014, elle apparaît avec Stevie B., TKA, Sa-Fire et d'autres lors du huitième showcase annuel Forever Freestyle au Lehman College Center for the Performing Arts dans le Bronx.
En juin 2019, Lisa Lisa signe avec Snoop Dogg's Army, qui fait partie de la Snoop Dogg Entertainment Company. En septembre 2024, Lifetime commande le biopic de Lisa Lisa, Can You Feel the Beat, dont le tournage commence à Atlanta, en Géorgie, le 10 septembre. 

## Discographie

### Albums studio
- 1994 : LL77
- 2009 : Life 'n Love

### Singles
| Skip to My Lu                                   | 1993 | 5 | 38 | —  | 16 | 42 | 34 | LL77         |
| When I Fell in Love                             | 1994 | — | 96 | 28 | —  | —  | —  | LL77         |
| Can't Wait (feat. Pitbull)                      | 2009 | — | —  | —  | —  | —  | —  | Life 'n Love |
| « — » montre qu'aucun classement n'est atteint. |      |   |    |    |    |    |    |              |